# Josep Reynés i Gurguí
Josep Reynés i Gurguí   (Barcelona, 1850 - Barcelona, 4 de juny de 1926) fou un escultor català.

## Biografia
Fill de Pere Joan Reynés i Seguí (1815-1884), propietari natural de Palma i de Francesca Gurguí de Barcelona. Format a l'Escola de la Llotja, amb els germans Agapit i Venanci Vallmitjana i a París (1873-1876), on va coincidir amb Manuel Fuxà. Ambdós havien estat aprenents al taller de Rossend Nobas. A París va treballar al taller de Jean-Baptiste Carpeaux (1827-1875) de qui va rebre la influència en un estil poc academicista i dotat d'un naturalisme àgil orientat cap al decorativisme.

## Obra

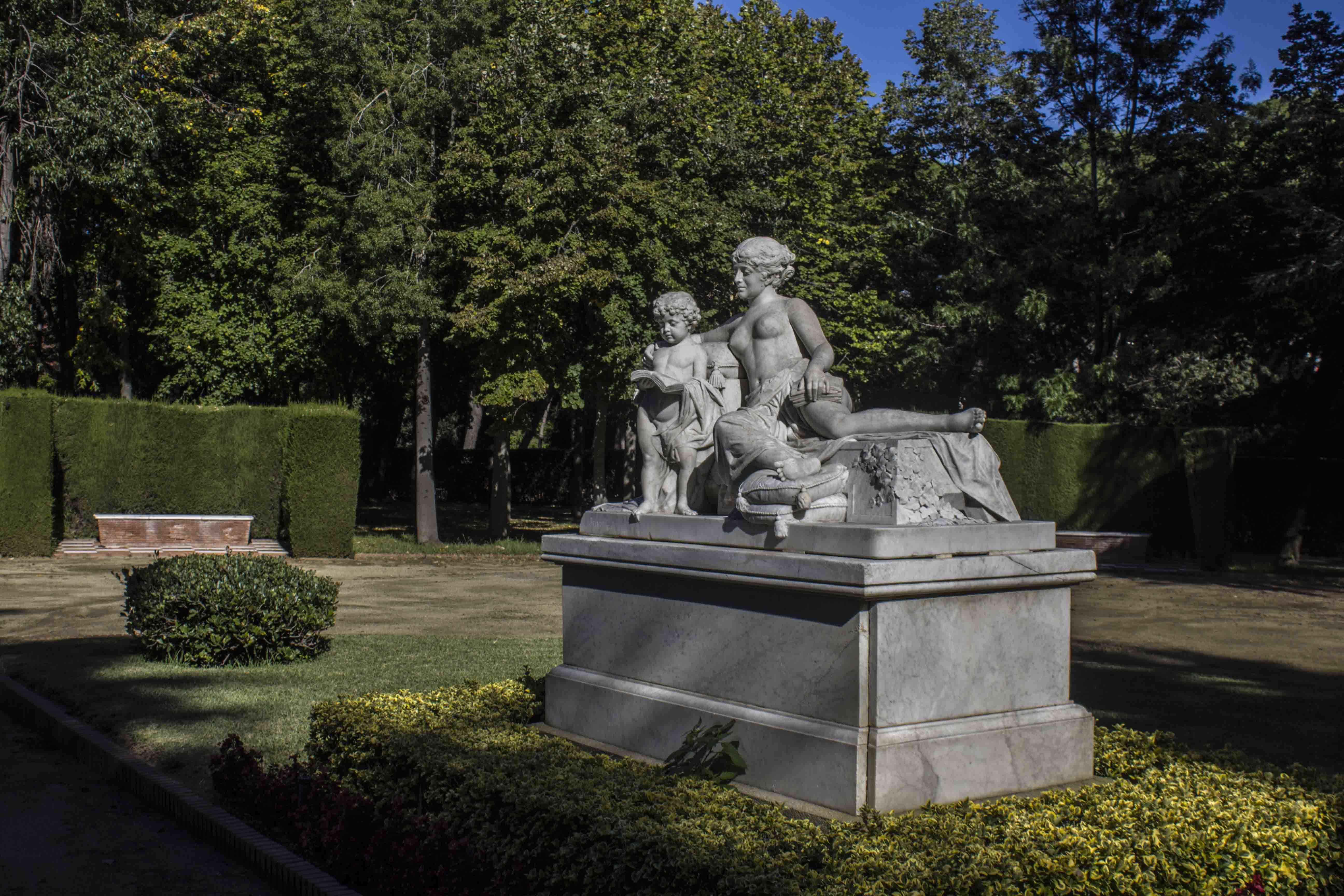
Escultura La Lectura a Casa Garí

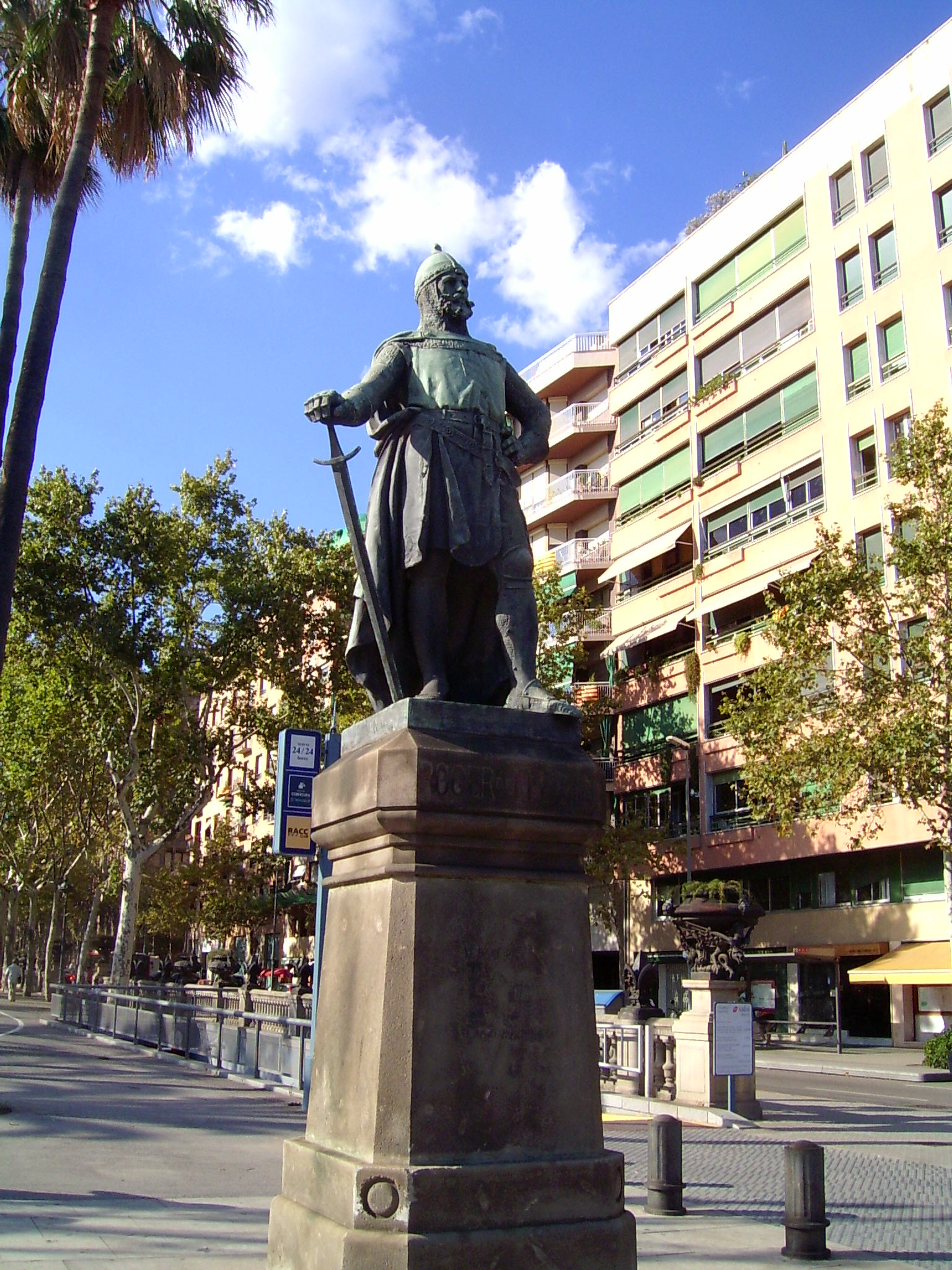
Roger de Llúria

Es dedicà principalment a la decoració d'interiors, caracteritzant-se per un virtuosisme anecdòtic d'influència francesa. El 1890 obtingué la primera medalla a Madrid per La violinista.
- 1884: bustos dels pintors Marià Fortuny i Eduardo Rosales al taller Masriera, obra de Josep Vilaseca.[4]
- 1885: figura de Roger de Llúria situada al passeig Lluís Companys de Barcelona[6]
- 1885: bust femení en marbre a la Casa de la Ciutat (Barcelona)[4]
- 1885: bust en bronze de Cervantes a la Biblioteca de Catalunya[4]
- 1887: el relleu Barcelona rep les nacions (el fris de l'Arc de Triomf que mira cap al passeig de Sant Joan.[7]
- 1890: La violinista
- 1891: estàtua eqüestre de Maria Cristina d'Habsburg[4]
- 1893: Gerro amb nens del Parc de la Ciutadella, d'inspiració rococó[4]
- 1898: monument a El Greco i una estàtua sedent de Bartomeu Robert, a Sitges[4]
- L'Ascensió de Jesús per al Segon Misteri de Glòria del Rosari Monumental de Montserrat (1903)
- Escultura de Josep Reynés, idéntica a su escultura Fuente de los Niños en el parque de la Ciudadela, Barcelona.